# Bruxelles-Ingooigem 1958
La Bruxelles-Ingooigem 1958, undicesima edizione della corsa, si svolse l'11 giugno. Fu vinta dal belga Louis Proost della squadra Carpano davanti ai connazionali Léon Van Daele e André Noyelle.

## Ordine d'arrivo (Top 10)
| Pos. | Corridore         | Squadra               | Tempo    |
| ---- | ----------------- | --------------------- | -------- |
| 1    | Louis Proost      | Carpano               | 6h14'00" |
| 2    | Léon Van Daele    | Faema-Guerra          |          |
| 3    | André Noyelle     | Groene Leeuw-Leopold  |          |
| 4    | Norbert Kerckhove | Faema-Guerra          |          |
| 5    | Jozef Schils      | Faema-Guerra          |          |
| 6    | Pierrot Machiels  | Splendor-Erga         |          |
| 7    | Willy Truye       | Mercier-BP-Hutchinson |          |
| 8    | Jan Van Gompel    | Libertas-Dr. Mann     |          |
| 9    | Victor Wartel     | Van Eenaeme-Coppi     |          |
| 10   | Jan Zagers        | Libertas-Dr. Mann     |          |